# Joseph Pope Balch
Joseph Pope Balch, ameriški general, * 9. avgust 1822, † 2. december 1872.

## Življenjepis
Kljub temu da je bil izobražen človek, ni nadaljeval študija na univerzi, ampak se je raje posvetil poslovni dejavnosti; pri 14. letih je pričel delati v očetovi lekarni, nato pa je postal njegov partner. 
Leta 1841 se je pridružil enoti milice, Providenski marinski korpus artilerije (Providence Marine Corps of Artillery); leta 1857 je postal poveljnik 2. brigade milice Rhode Islandsa. 
Ob izbruhu ameriške državljanske vojne je dobil čin majorja v 1. rhodeislandskem prostovoljnem pehotnem polku (First Rhode Island Volunteer Infantry Regiment); potem ko je bil poveljnik polka, polkovnik Ambrose Burnside, imenovan za poveljnika brigade, je Balch prevzel poveljstvo nad polkom. Za zasluge med prvo bitko za Bull Run je bil povišan v brevetni čin brigadnega generala. Potem ko je bil polk razpuščen, se je Balch vrnil k milici in poveljeval 2. brigadi milice vse do konca vojne.
Po vojni je postal ugleden član v rhodeislandski družbi. Imel je šest hčera in sina. Umrl je leta 1872 zaradi nenadne notranje krvavitve.